# Grosbliederstroff
Grosbliederstroff és un municipi francès, situat al departament del Mosel·la i a la regió del Gran Est. L'any 2007 tenia 3.305 habitants.

## Demografia

### Població
El 2007 la població de fet de Grosbliederstroff era de 3.305 persones. Hi havia 1.453 famílies, de les quals 468 eren unipersonals (192 homes vivint sols i 276 dones vivint soles), 481 parelles sense fills, 408 parelles amb fills i 96 famílies monoparentals amb fills.
La població ha evolucionat segons el següent gràfic:
Habitants censats

### Habitatges
El 2007 hi havia 1.574 habitatges, 1.492 eren l'habitatge principal de la família i 82 estaven desocupats. 1.090 eren cases i 480 eren apartaments. Dels 1.492 habitatges principals, 1.035 estaven ocupats pels seus propietaris, 385 estaven llogats i ocupats pels llogaters i 71 estaven cedits a títol gratuït; 22 tenien una cambra, 100 en tenien dues, 249 en tenien tres, 329 en tenien quatre i 791 en tenien cinc o més. 1.205 habitatges disposaven pel capbaix d'una plaça de pàrquing. A 689 habitatges hi havia un automòbil i a 610 n'hi havia dos o més.

### Piràmide de població
La piràmide de població per edats i sexe el 2009 era:
| Homes | Edats   | Dones |
| ----- | ------- | ----- |
| 0     | 95 o +  | 0     |
| 0     | 90 a 94 | 10    |
| 13    | 85 a 89 | 29    |
| 22    | 80 a 84 | 14    |
| 46    | 75 a 79 | 75    |
| 67    | 70 a 74 | 97    |
| 73    | 65 a 69 | 99    |
| 67    | 60 a 64 | 99    |
| 78    | 55 a 59 | 61    |
| 114   | 50 a 54 | 115   |
| 173   | 45 a 49 | 116   |
| 126   | 40 a 44 | 122   |
| 182   | 35 a 39 | 187   |
| 111   | 30 a 34 | 120   |
| 79    | 25 a 29 | 93    |
| 91    | 20 a 24 | 58    |
| 118   | 15 a 19 | 114   |
| 121   | 10 a 14 | 95    |
| 84    | 5 a 9   | 88    |
| 77    | 0 a 4   | 87    |

## Economia
El 2007 la població en edat de treballar era de 2.288 persones, 1.659 eren actives i 629 eren inactives. De les 1.659 persones actives 1.536 estaven ocupades (851 homes i 685 dones) i 123 estaven aturades (52 homes i 71 dones). De les 629 persones inactives 213 estaven jubilades, 176 estaven estudiant i 240 estaven classificades com a «altres inactius».

### Ingressos
El 2009 a Grosbliederstroff hi havia 1.468 unitats fiscals que integraven 3.337 persones, la mediana anual d'ingressos fiscals per persona era de 19.919 €.

### Activitats econòmiques
Dels 141 establiments que hi havia el 2007, 2 eren d'empreses alimentàries, 1 d'una empresa de fabricació de material elèctric, 1 d'una empresa de fabricació d'elements pel transport, 8 d'empreses de fabricació d'altres productes industrials, 12 d'empreses de construcció, 43 d'empreses de comerç i reparació d'automòbils, 7 d'empreses de transport, 14 d'empreses d'hostatgeria i restauració, 2 d'empreses d'informació i comunicació, 5 d'empreses financeres, 3 d'empreses immobiliàries, 13 d'empreses de serveis, 17 d'entitats de l'administració pública i 13 d'empreses classificades com a «altres activitats de serveis».
Dels 48 establiments de servei als particulars que hi havia el 2009, 1 era una gendarmeria, 1 oficina de correu, 2 oficines bancàries, 1 funerària, 9 tallers de reparació d'automòbils i de material agrícola, 1 paleta, 2 guixaires pintors, 5 fusteries, 4 lampisteries, 4 perruqueries, 1 veterinari, 13 restaurants, 1 agència immobiliària, 1 tintoreria i 2 salons de bellesa.
Dels 20 establiments comercials que hi havia el 2009, 1 era, 1 un hipermercat, 1 una gran superfície de material de bricolatge, 2 fleques, 1 una fleca, 2 botigues de roba, 1 una botiga de roba, 2 sabateries, 7 botigues de mobles, 1 una botiga de mobles i 1 una joieria.
L'any 2000 a Grosbliederstroff hi havia 6 explotacions agrícoles.

## Equipaments sanitaris i escolars
El 2009 hi havia 1 centre de salut, 1 farmàcia i 1 ambulància.
El 2009 hi havia 1 escola maternal i 1 escola elemental. Grosbliederstroff disposava d'un col·legi d'educació secundària amb 351 alumnes.

## Poblacions més properes
El següent diagrama mostra les poblacions més properes.